# Катастрофа рейсу 8303 Пакистанських авіаліній під Карачі
Катастрофа рейсу 8303 авіакомпанії Pakistan International Airlines — авіаційна катастрофа регулярного внутрішнього рейсу, що виконував політ з летовища Аллама Ікбал в Лахорі до летовища Джінна в Карачі. Уночі на 22 травня 2020 року літак Airbus A320 впав на густонаселений житловий район міста Карачі під назвою Model Colony. 
Кількість жертв спочатку була невідомою, повідомлялося про 90 або 91 пасажира та 8 членів екіпажу, згодом стало відомо, що на борту було 107 осіб, з яких вижило четверо. 23 травня було оприлюднено звіт, згідно з яким у катастрофі загинуло 98 людей (91 пасажир і 7 членів екіпажу).

## Літак
Літак Airbus A320-214 було побудовано 2004 року, він знаходився в управлінні China Eastern Airlines як B-6017 у 2004-2014 роках. 31 жовтня 2014 року Pakistan International Airlines взяла в оренду літак у GE Capital Aviation Services з реєстрацією «AP-BLD».

## Перебіг подій
90-хвилинний політ, керований капітаном Саджадом Гулом, добігав кінця, коли літак розбився близько 14:45 за місцевим часом (09:45 UTC) над густонаселеним мікрорайоном за 3 км від аеропорту. Крила літака в момент падіння горіли, літак впав на дахи житлових будівель. Катастрофа пошкодила кілька будівель, частина з яких загорілася.
Радіолокаційний контроль повітряного руху (УВД) повідомляє про технічні проблеми — несправність двигуна або проблеми з посадковою передачею. Незадовго до втрати контакту ATC повідомив пілоту, що в його розпорядженні є дві доступні злітно-посадкові смуги. За словами генерального директора PIA Аршада Маліка, пілот повідомив диспетчеру, що літак має технічну проблему, і він вирішив облетіти місто, а не приземлитися, хоча дві злітно-посадкові смуги були готові до посадки. Пілот сказав диспетчеру, «ми повертаємося назад, ми втратили двигуни». За 12 секунд капітан видав в ефір сигнал лиха.

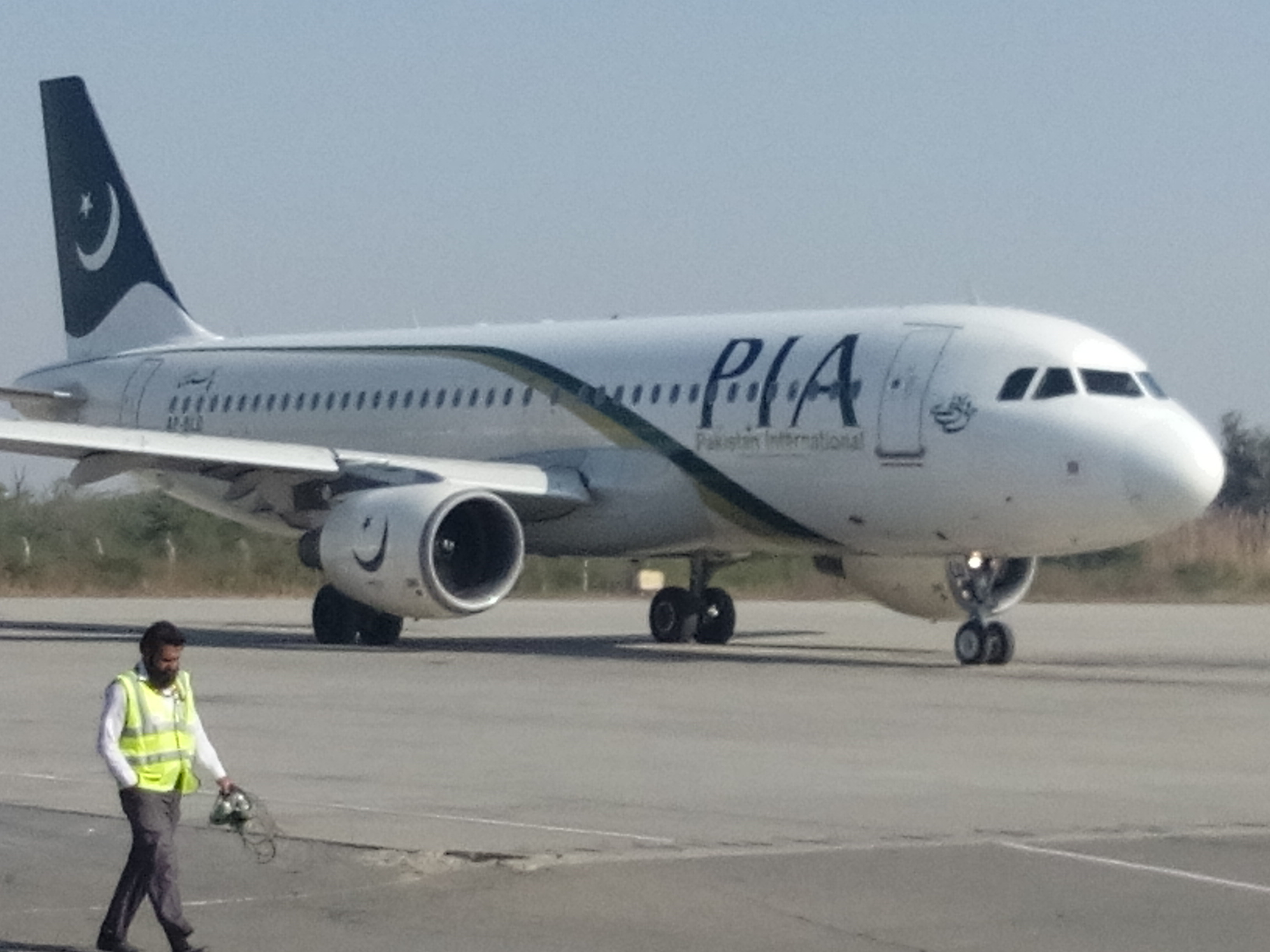
Літак, що розбився, фото зроблено в грудні 2015-го

Вузькі вулиці та алеї, перешкоджали роботі рятувальних служб. Пакистанські ЗМІ повідомили, що спецпідрозділи армії Пакистану та Спецвійська створив санітарний кордон. Відеоматеріали місця катастрофи телеканалу GEO показали, що групи надзвичайних ситуацій намагалися дістатися до місця події серед завалів, хмар чорного диму та полум'я на задньому плані.
Саад Едхі, прессекретар благодійної організації «Еді», заявив, що 25-30 жителів із пошкоджених будинків, були доставлені до лікарні, в основному з опіковими травмами.

## Жертви
| Національність | Пасажири | Екіпаж | Всього |
| -------------- | -------- | ------ | ------ |
| Пакистанці     | 90       | 8      | 97     |
| Американці     | 1        | 0      | 1      |
| Всього         | 91       | 8      | 98     |

Pakistan International Airlines оприлюднила деталі польоту, де згадується 91 пасажир (51 чоловіків, 31 жінка та 9 дітей) з двох країн. Місцева модель та актриса Зара Абід також серед пасажирів.
Повідомлялося, що про більшість жертв є мешканцями Карачі. За даними Консульської служби МЗС України, українців серед жертв трагедії не було.
Міський голова міста Васім Ахтар заявив, що ніхто з присутніх на борту не вижив, хоча Al Jazeera повідомляли про одного пасажира, з яким начебто змогла зв'язатись його сім'я після катастрофи. Було підтверджено, що Зафар Масуд, президент Банку Пенджабу, вижив разом із генеральним директором Urban Unit Халідом Шерділом. Як стало відомо згодом, вижило ще два інших пасажири.
Увечері 22 травня стало відомо, що на борту перебувало 99 пасажирів та 8 членів екіпажу, а жертвами на землі стали понад 40 людей.

## Розслідування
Міністр охорони здоров'я та соціального захисту населення Сінда оголосив надзвичайний стан для лікарень Карачі, в той час, як прем'єр-міністр Імран Хан наказав використати всі наявні ресурси для розслідування катастрофи.
Президент Пакистану Аріф Алві висловив співчуття родинам загиблих.
Пакистан дозволив відновити внутрішні рейси після зупинки під час пандемії COVID-19, 16 травня. Через останні дні Рамадану, багато людей планували подорожувати, щоб відсвяткувати Ід аль-Фітр зі своїми родинами.
Уночі на 23 травня було ідентифіковано 19 загиблих, продовжували пошуки 5 осіб, що перебували на літаку.